# Ageing Research Reviews
Ageing Research Reviews is een internationaal, aan collegiale toetsing onderworpen wetenschappelijk tijdschrift op het gebied van de celbiologie en de geriatrie. De naam wordt in literatuurverwijzingen meestal afgekort tot Ageing Res. Rev. Het wordt uitgegeven door Elsevier en verschijnt 4 keer per jaar. Het eerste nummer verscheen in 2002.